# Sieds Johannes Rienks
Sieds Johannes Rienks (Marrum, 6 oktober 1770 – Leiden, 15 november 1845) was een Friese boer en instrumentmaker.

## Leven en werk
Hij werd geboren als tweede kind van de boer Johannes Rienks Rienks en Aukje Siedses Boersma, die in totaal 14 kinderen zouden krijgen. Rienks werkte met zijn vader op de boerderij Bangma-zathe te Jousumburen (bij Hallum), en bracht daarnaast zichzelf het metaaldraaien op een draaibank bij. Hij kwam in contact met Arjen Roelofs en diens broers te Hijum en leerde van hen hoe hij lenzen moest slijpen en polijsten. Hij sleep brillenglazen en lenzen voor microscopen en bouwde vervolgens telescopen naar een ontwerp van Pieter Roelofs.
In 1805 maakte hij met een broer, die in Amsterdam bij professor Hesseling studeerde, een reis door Holland en Zeeland. De broers bezochten fabrieken in Dordrecht, Rotterdam, Middelburg en Delft. Rienks werkte enige tijd op vrijwillige basis in een fabriekje in Delft waar hij hoopte zijn kennis te verrijken. Toen bleek dat de fabriek allang geen telescopen meer maakte, en hij ook nergens les kon krijgen, vertrok hij maar weer.
Op een tentoonstelling van Volksvlijt die in september 1809 te Amsterdam werd gehouden, waren vier van zijn telescopen te zien, plus een microscoop. Zijn viervoets-telescoop trok de aandacht van koning Lodewijk Napoleon waarop Rienks deze de telescoop schonk. Op 7 juni 1810 besloot de koning hem opdracht te geven tot het bouwen van een tweevoets-telescoop en tot het onderrichten van een leerling in het slijpen van lenzen en het samenstellen van telescopen.
Rienks vernam hiervan bij brief van 15 juni, maar toen hij vervolgens enkele weken later schriftelijk contact opnam met de directeur-generaal was hij net te laat. Op 1 juli had Lodewijk Napoleon troonsafstand gedaan, en op 9 juli was Nederland bij het Franse Keizerrijk ingelijfd.

Rienks ging desondanks rustig door met het bouwen van telescopen. Hij diende in 1817 samen met Arjen Roelofs bij de Nederlandse regering een plan voor een telescoop in. Het plan werd niet uitgevoerd, maar het trok de belangstelling van Koning Willem I, die de beide ontwerpers benoemde tot broeder in de Orde van de Nederlandse Leeuw.
Rienks kreeg in 1818 op voorspraak van professor A.C. Camper een opdracht van koning Willem I om twee grote telescopen te bouwen voor de sterrenwachten van Leiden en Utrecht. Hij verhuisde naar Berlikum en ging er in het huis van Roelof Hessels Hommema wonen die hem hielp bij de bouw. Voor de berekeningen voor de spiegels en het tekenen van de constructie schakelde hij opnieuw Arjen Roelofs in. Het tweetal kreeg overigens onenigheid tijdens het project, en de kwaliteit van de telescoop van Leiden (voltooid in 1821) bleek zo slecht dat deze in 1845 voor schroot werd verkocht. Die van Utrecht is nooit geplaatst.
Waarschijnlijk vestigde Rienks zich kort na de dood van Roelofs in Leiden, waar hij in ieder geval in 1829 woonde. Hij overleed aldaar op 75-jarige leeftijd.